# Maria Elena Forniés Mercadé
Maria Elena Forniés Mercadé (Reus, 17 d'abril de 1912 - 1999) fou una política i mestra de català, militant feminista. En la seva joventut milità en el "Grup Feminal" del Foment Nacionalista Republicà. Col·laborà en el diari Foment, portaveu de l'entitat, amb els seus cognoms o amb el pseudònim d'Esther, sobretot amb textos literaris.